# Ozan Güven
Ozan Muharrem Güven (ur. 19 maja 1975 w Norymberdze) – turecki aktor filmowy, telewizyjny i teatralny.

## Życiorys
Urodził się w Norymberdze w Niemczech i mieszkał tam do ukończenia dziewięciu lat. Jego rodzina pochodzi z Turcji, która wyemigrowała z Bułgarii. Studiował w miejskim konserwatorium İzmir Municipality Conservatory w Izmirze i grał w renomowanym teatrze Şahika Tekand Theatre w Stambule. Ukończył studia na wydziale tańca nowoczesnego Uniwersytetu Sinan.
W 2005 poślubił reżyserkę Türkan Deryę, z którą ma syna o imieniu Ali Aziz. W 2010 rozwiódł się. 
W lipcu 2020 roku postawiono mu zarzuty stosowania przemocy domowej wobec swojej partnerki Deniz Bulutsuz.

## Wybrana filmografia

### filmy fabularne
- 2000: Yıldız Tepe
- 2000: Balalayka jako Mehmet
- 2002: Dokuz jako Kaya
- 2004: G.O.R.A. jako Robot 216
- 2004: Yazı Tura
- 2005: Anlat İstanbul
- 2008: A.R.O.G. jako Taşo
- 2010: Anneannem
- 2010: Yahşi Batı jako Lemi Galip
- 2010: Ejder Kapanı
- 2014: Pek Yakında jako Boğaç Boray
- 2016: Annemin Yarası jako Borislav Miliç
- 2018: Arif V 216 jako 216 Robot / Pertev / Ali
- 2019: Karakomik Filmler: Kaçamak jako Ethem
- 2019: Karakomik Filmler: 2 Arada jako Mülakatçi
- 2020: Karakomik Filmler: Emanet jako Köpek Sahibi

### seriale TV
- 1998: Çiçeği Büyütmek
- 1998: İkinci Bahar jako Ulaş
- 2001: Dünya Varmış jako Çetin
- 2002: Koçum Benim jako Umut
- 2002: Aslı ile Kerem jako Kerem
- 2002: Havada Bulut jako Necip
- 2002: Bana Abi De jako Yiğit
- 2003: Bir İstanbul Masalı jako Demir Arhan
- 2005: Hırsız Polis jako Kibar Necmi
- 2009: Canım Ailem jako Ali
- 2012: Koyu Kırmızı jako Cemil Şenel
- 2012-2014: Wspaniałe stulecie jako Rüstem Pasza
- 2017-2018: Fi jako Can Manay
- 2018: Jet Sosyete jako Levent Çikrikçioglu
- 2020: Babil jako Egemen